# Associazione Sportiva Jesi 1967-1968
Questa pagina raccoglie le informazioni riguardanti l'Associazione Sportiva Jesi nelle competizioni ufficiali della stagione 1967-1968.

## Rosa
| N. |                   | Ruolo | Calciatore           |
| -- | ----------------- | ----- | -------------------- |
|    | Italia (bandiera) | C     | Gianfranco Amici     |
|    | Italia (bandiera) | C     | Alberto Bazzarini    |
|    | Italia (bandiera) | D     | Gaudenzio Bernasconi |
|    | Italia (bandiera) | A     | Giuliano Bertarelli  |
|    | Italia (bandiera) |       | Brazzoni             |
|    | Italia (bandiera) | A     | Oliviero Conti       |
|    | Italia (bandiera) | C     | Olivo Filiputti      |
|    | Italia (bandiera) | D     | Edgardo Forlivesi    |
|    | Italia (bandiera) | C     | Ettore Fugiani       |
|    | Italia (bandiera) | C     | Altero Galdenzi      |

| N. |                   | Ruolo | Calciatore          |
| -- | ----------------- | ----- | ------------------- |
|    | Italia (bandiera) | D     | Daniele Gazzoni     |
|    | Italia (bandiera) | P     | Massimo Grassi      |
|    | Italia (bandiera) | A     | Agostino Lignini    |
|    | Italia (bandiera) | A     | Armando Marcos      |
|    | Italia (bandiera) | P     | Ernesto Mazzini     |
|    | Italia (bandiera) |       | Pacco               |
|    | Italia (bandiera) | C     | Roberto Pazienza    |
|    | Italia (bandiera) | A     | Nunzio Renzaglio    |
|    | Italia (bandiera) | C     | Giampietro Rubinato |
|    | Italia (bandiera) |       | Tancredi            |